# 伊能静
伊能 静（いのう しずか、Annie Yi、1969年〈民国58年〉3月4日 - ）は、台湾を中心として香港、中国などの中国語圏芸能界で活動する台湾出身の女優、歌手。映画制作会社「童夢時代」代表。本名は呉 静怡（出生名）、伊能 静江（改名）。身長161cm、体重46kg、血液型AB型、星座うお座。

## 来歴
伊能静は芸名。本名は出生名が呉静怡、母親が日本人と再婚したことに伴い伊能静江と改名している。母親は台湾で歌手として活動した藍茜。母方の祖父楊元丁は基隆市副議長だったが二・二八事件で中国国民党政権により殺害された。
幼少期を香港で、中学・高校時代を日本で過ごした。高校中退後、1987年にアイドルグループ「飛鷹三姝」のメンバーとして台湾でデビュー。解散後も、女優・歌手として活動。ホウ・シャオシェン監督の『好男好女』（1995年）で金馬奨の主演女優賞にノミネートされ、続くホウ監督の『憂鬱な楽園』（1996年）でも主演し、演技派への脱皮に成功。2000年代からはテレビドラマ出演も多く、中国の映画やテレビドラマにも進出している。
2000年、ハーレム・ユー（庾澄慶）と結婚。一児をもうけるが、2009年3月20日に離婚を発表。
2008年に映画制作会社「童夢時代」を設立。
2013年、微博(Weiboまたはウェイボー)で南方周末を支持する発言をして削除される（南方週末社説差し替え事件）。
2015年3月21日、10歳年下の中国の俳優秦昊（チン・ハオ）とタイのプーケット島で挙式した。翌年には第二子をもうける。

## 出演作品

### 映画
- 霹靂警花（1989年）
- 好男好女（1995年）- 梁静 役
- 憂鬱な楽園（1996年）
- 國道封閉（英語版）（1997年）
- フラワーズ・オブ・シャンハイ（1998年）
- 8 1/2の女たち（英語版）（1999年）
- 命运呼叫转移(2006年)
- 愛は迷走中〜Call for Love〜（中国語版）（2007年）
- 孤島秘密戦（2009年）
- 追撃阿多丸號（2009年）
- 雨打芭蕉（2009年）
- 明天是否来臨（2009年）
- 大武生（2011年）- 馮姨太 役
- 回馬槍（2011年）
- 曹操暗殺 三国志外伝（2012年）
- 宮鎖沉香（2013年）
- 越来越好之村晚（2013年）
- 情剑（2015年）
- 我是女王（2015年）

### ドラマ
- 七億新娘（1990年）- 絮潔 役
- 風聲鶴唳（1990年）- 張婉心 役
- 人間四月天（2000年）- 陸小曼 役
- 心靈物語（2000年）- 蘇慧敏、阿蓮 役
- LONG LOVE -遠嫁日本-（2001年）- 周明麗 役
- 山田太郎ものがたり〜貧窮貴公子〜（原作 : 森永あい「山田太郎ものがたり」）（2001年）- 綾子（山田綾子） 役
- 偸偸愛上你（2002年）
- 風聲鶴唳（2003年）- 張婉心 役
- 画魂（2003年、DVD題：『画魂 愛の旅路』）- 奥米 役
- 白門柳（2004年）- 柳如是 役
- 大清後宮（2005年）- 祥嬪 役
- 狼烟(2006年)
- 浣花洗剣録（中国語版）（2007年）- 脱塵郡主 役
- 少年訟師紀曉嵐（2007年）- 呉師師 役
- 寵物医院（2008年）- 文静 役
- 三個女人的秘密（2008年）- 王丁 役
- 大瓷商（2008年）- 衛秋禾 役
- 鎖清秋（2008年）- 李月娥 役
- 李白（2009年）- 楊玉環 役

### バラエティ
- 中国達人秀

## 音楽作品

### アルバム
| 発売日         | タイトル                       | 発売地域 |
| -------------- | ------------------------------ | -------- |
| 1987年7月      | 有我有你                       | 台湾     |
| 1988年3月      | 十九歳的最後一天               | 台湾     |
| 1988年11月     | 我是貓                         | 台湾     |
| 1989年9月      | 悲傷的茱麗葉                   | 台湾     |
| 1990年3月      | 落入凡間的精靈                 | 台湾     |
| 1990年12月     | 緊緊擁抱我                     | 台湾     |
| 1991年         | 悲傷的茱麗葉                   | 香港     |
| 1991年11月     | 安妮的王子                     | 台湾     |
| 1991年         | 安妮的音樂盒 1,2,3             | 台湾     |
| 1992年         | 安妮的音樂盒 4                 | 台湾     |
| 1992年5月      | 遊戲                           | 台湾     |
| 1993年4月      | 戀愛中的女人                   | 台湾     |
| 1993年6月      | 戀愛                           | 香港     |
| 1993年11月     | 流浪的小孩                     | 台湾     |
| 1994年6月      | 聖女傳説                       | 台湾     |
| 1995年5月      | 下大雨了，春花開了             | 台湾     |
| 1995年11月     | 百樂門小艶紅之快活歌           | 台湾     |
| 1996年5月      | 自己                           | 台湾     |
| 1996年12月     | 舞夜 Annie s Night             | 台湾     |
| 1996年         | 安妮的音樂盒                   | 中国     |
| 1997年4月23日  | ANNIE THE FIRST!               | 日本     |
| 1999年10月1日  | 我很勇敢                       | 台湾     |
| 2001年7月5日   | 關不住                         | 台湾     |
| 2003年         | 安妮第一(日語專輯)             | 中国     |
| 2006年12月29日 | Princess A                     | 台湾     |
| 2008年         | 夢想的翅膀(含2首單曲)          | 中国     |
| 2010年         | EP 單曲: 春暖花開 + 愛的練習本 | 中国     |
| 2013年         | EP 單曲: 可愛的寶貝            | 中国     |

## 写真集
- 情人 伊能静写真集（2000年11月20日、光進社、撮影：沢渡朔）